# Semën Krivošein
Semën Moiseevič Krivošein (in russo Семён Моисеевич Кривошеин?; Voronež, 28 novembre 1899 – Mosca, 16 settembre 1978) è stato un generale sovietico.

## Infanzia e guerra civile russa
Krivošein nacque in una ricca famiglia di ebrei proprietari di un negozio artigianale e nel 1917 si laureò in un ginnasio, una scuola secondaria russa per l'élite colta. Come molti russi ebrei della sua generazione, fu affascinato dalle promesse bolsceviche di un mondo ideale di giustizia sociale, portandolo nel 1918 ad arruolarsi nell'Armata Rossa per combattere contro i Bianchi nella guerra civile russa. Prestò servizio nella famosa e temuta prima armata di cavalleria di Semën Budënnyj. L'esercito divenne un centro di potere importante durante la dittatura di Stalin che peraltro, per timore di possibili colpi di stato di militari, effettuò spietate repressioni contro gli ufficiali più stimati dell'Armata Rossa. Durante le Grandi purghe del 1937-1938, proprio il servizio prestato da Krivošein nella prima armata di cavalleria (ritenuta da Stalin affidabile e con ufficiali sicuri e a lui fedeli) lo salvò dalle repressioni a dispetto delle sue origini borghesi.